# Ottersjön, Ångermanland
Ottersjön är en sjö i Sollefteå kommun i Ångermanland och ingår i Ångermanälvens huvudavrinningsområde. Sjön har en area på 0,567 kvadratkilometer och ligger 217 meter över havet. Sjön avvattnas av vattendraget Uman (Juvanån).

## Delavrinningsområde
Ottersjön ingår i det delavrinningsområde (705498-156839) som SMHI kallar för Utloppet av Ottersjön. Medelhöjden är 243 meter över havet och ytan är 5,02 kvadratkilometer. Räknas de 29 avrinningsområdena uppströms in blir den ackumulerade arean 304,54 kvadratkilometer. Uman (Juvanån) som avvattnar avrinningsområdet har biflödesordning 2, vilket innebär att vattnet flödar genom totalt 2 vattendrag innan det når havet efter 144 kilometer. Avrinningsområdet består mestadels av skog (63 procent) och sankmarker (14 procent). Avrinningsområdet har 0,56 kvadratkilometer vattenytor vilket ger det en sjöprocent på 11,2 procent.